# Pandalus hypsinotus
Pandalus hypsinotus is een garnalensoort uit de familie van de Pandalidae. De wetenschappelijke naam van de soort is voor het eerst geldig gepubliceerd in 1851 door Brandt.